# Drosophila fuscoapex
Drosophila fuscoapex är en tvåvingeart som beskrevs av Elmo Hardy 1965. Drosophila fuscoapex ingår i släktet Drosophila och familjen daggflugor.
Artens utbredningsområde är Hawaii.